# コルタッチャ・スッラ・ストラーダ・デル・ヴィーノ
コルタッチャ・スッラ・ストラーダ・デル・ヴィーノ（伊: Cortaccia sulla strada del vino ; 独: Kurtatsch an der Weinstraße クルタッチュ・アン・デア・ヴァインシュトラーセ）は、イタリア共和国トレンティーノ＝アルト・アディジェ州ボルツァーノ自治県にある、人口約2,200人の基礎自治体（コムーネ）。

## 地理

### 位置・広がり

#### 隣接コムーネ
隣接するコムーネは以下の通り。括弧内のTNはトレント自治県所属を示す。
- エーニャ
- マグレ・スッラ・ストラーダ・デル・ヴィーノ
- プレダイア (コーレド、トレス、ヴェルヴォ) (TN)
- ロヴェレー・デッラ・ルーナ (TN)
- テルメーノ・スッラ・ストラーダ・デル・ヴィーノ
- トン (TN)

## 行政

### 分離集落
コルタッチャ・スッラ・ストラーダ・デル・ヴィーノには、以下の分離集落（フラツィオーネ）がある。
- Corona (Graun), Favogna di Sopra (Oberfennberg), Niclara (Entiklar), Penone (Penon)

## 住民

### 言語
| 言語集団調査（2011年） | 言語集団調査（2011年） | 言語集団調査（2011年） | 言語集団調査（2011年） | 言語集団調査（2011年） |
| ---------------------- | ---------------------- | ---------------------- | ---------------------- | ---------------------- |
|                        |                        |                        |                        |                        |
| ドイツ語               | ドイツ語               |                        | 96.25%                 | 96.25%                 |
| イタリア語             | イタリア語             |                        | 3.36%                  | 3.36%                  |
| ラディン語             | ラディン語             |                        | 0.38%                  | 0.38%                  |

2011年に行われた、住民がドイツ語・イタリア語・ラディン語のいずれの「言語集団」に属するかの調査によれば（ボルツァーノ自治県#言語集団調査参照）、住民の約96%がドイツ語話者である。